# Imprimante tactile
 (19 janvier 2023).
Améliorez-le ou discutez des points à vérifier. 
Une imprimante tactile est un dispositif destiné aux aveugles ou fortement malvoyantes afin de  leur permettre de prendre connaissance des informations d'un écran informatique.

## Composition
L’imprimante est souvent équipée d’options venant compléter son confort d’utilisation : du simple port USB à la connexion WiFi ou bluetooth. La cartouche d’encre, le toner pour le laser les papiers et les supports sont les consommables d'une imprimante.

## Exemples
- L'imprimante multifonction :est un appareil polyvalent, pour utiliser plusieurs fonctions (imprimante, photocopieuse, scanner ou fax), en usage bureautique.
- L'imprimante photo compacte est spécialisée pour l'impression de photos au format 10 x 15 cm.
- L'imprimante monofonction : est utilisée pour un usage principalement bureautique.
  - L'imprimante photo compacte ; elle n'a qu'une seule fonction : l'impression de photos au format 10 x 15 cm ; elle n'existe qu'avec un seul type d'impression : impression thermique.
  - L'imprimante photo jet d'encre : elle peut imprimer des photos aux formats A4 et inférieurs (y compris, 10 x 15 cm) ; elle peut également être utilisée en bureautique (impression de textes, graphiques, etc.) ; c'est une imprimante monofonction ou multifonction.